# William Vance
William van Cutsem (8. september 1935 - 14. maj 2018), bedre kendt under kunstnernavnet William Vance, var en belgisk tegner og tegneseriekunstner, der er kendt for sin karakteristiske realistiske stil indenfor fransk-belgiske tegneserier.
William van Cutsem blev født i Anderlecht nær Bruxelles i 1935. Efter sin militærtjeneste i 1955-1956 studerede han i fire år på kunstakademiet i Bruxelles. Oprindeligt fra Flandern arbejdede han det meste af sit liv i Frankrig og flyttede senere til Santander, Spanien.
William Vance begyndte at tegne for det fransk-belgiske tegneseriemagasin Tintin i 1962. Efter at have tegnet komplette firesiders historier fra det virkelige liv i et par år, begyndte han at arbejde på sin første serie, Howard Flynn, skrevet af Yves Duval. Tre album fulgte, før han skabte andre kortlivede serier såsom westernserien Ringo og ridderserien Roderik. Hans første succes fulgte med serien om den hemmelige agent Bruno Brazil, skrevet af Tintins chefredaktør Greg, som en af de tegneserier, der startede genoplivningen og repositioneringen af Tintin som et mere voksenorienteret blad. [E6] Fra 1967 fortsatte han historierne om Bob Morane i Femmes d'aujourd'hui, et magasin rettet mod voksne kvinder. Denne science fiction-serie, baseret på romanerne af Henri Vernes, blev startet af Dino Attanasio og videreført af Gerald Forton, før Vance tog over og gjorde den til en succes. Mellem 1969 og 1979 blev 18 album med hans kunst udgivet. Et par år senere flyttede serien også til Tintin, og Vance blev efterfulgt af sin svoger, Felicisimo Coria.
Vance startede i mellemtiden to nye serier, Ramiro, med historier, der foregår i middelalderens Spanien, og fra 1976 og fremefter, Bruce J. Hawker, hans personlige favorit, med en løjtnant i Royal Navy i hovedrollen.
Hans endelige gennembrud og største kommercielle succes kom i 1984, da forfatteren Jean Van Hamme foreslog en ny serie, XIII. Denne serie af nutidige eventyr med action, vold og komplicerede intriger blev først udgivet i seriemagasinet Spirou, og den lader Vance trække på sit talent for realistiske tegninger, actionscener og eksotiske omgivelser. I 2007 havde han tegnet 18 album i serien, som solgte mere end 14 millioner eksemplarer i mere end 20 lande, og to gange blev indspillet som tv-serie.Tegneserierne blev farvelagt af hans kone Petra Coria, som han boede sammen med i Santander, Spanien.
I 2010 annoncerede Vance sin pensionering på grund af Parkinsons sygdom. Han døde af sygdommen den 14. maj 2018.

## Stil
Vance arbejdede i en meget detaljeret realistisk stil, der er blevet beskrevet som "præcis og nervøs", en "efterlignelig" stil, der ikke ligner nogen anden forfatter. En artikel i Der Tagesspiegel, der diskuterede hans serie Bruno Brazil, kaldte hans tidlige arbejde allerede "omhyggeligt" og "sofistikeret", men beskriver, hvordan det i begyndelsen af 1970'erne drev væk fra den mere typiske realistiske stil, der var almindelig i belgiske tegneserier på den tid, og blev påvirket af den hollandske tegneseriekunstner Hans G. Kresse. Han begyndte også at eksperimentere med sidelayoutet med store centrale paneler og med farvelægningen, som viste indflydelser fra psykedelisk kunst.

## Priser
- 2005: Bronzen Adhemar i Turnhout, Belgien [5]
- 2009: Æresborger i byen Bruxelles [6]

## Serier
- Bob Morane (1971-1980)
- Bruce J. Hawker (1985-1996)
- Bruno Brazil (1969-1995)
- C'étaient des hommes (1976)
- Howard Flynn (1966-1969)
- Marshal Blueberry (1991-1993)
- Ramiro (1977-1990)
- Ringo (1967-1978)
- Roderic (1979)
- XIII (1984-2007)
- XHG-C3 - Le vaisseau rebelle (1995)[2][3][7]

Flere af hans serier er udgivet på dansk i bogserier.